# برافاستاتين
برافاستاتين أحد الأدوية التي تنتمي إلى مجموعة الستاتين (أو مثبطات إنزيم HMG-CoA) وهي ادوية مخفضة للكوليسترول .
واستخدامه قليل مقارنه بالبدائل المتوفرة الأكثر كفاءة وفعالية مثل سيمفاستاتين وأتورفاستاتين ورسيوفاستاتين.
ويتوفر برافاستاتين بجرعات مختلفة (10 ملغ، 20 ملغ، 40ملغ) .
اكتشف أول مرة في أحد أنواع البكتريا ضمن أبحاث لشركة ادوية يابانية (اسمها Sankyo Pharma Inc أو Daiichi Sankyo حاليا) .
وتعتبر شركة بريستول-مايرز سكويب (Bristol-Myers Squibb) أبرز شركة منتجة له تحت اسم برافاكول (Pranachol). يُسوق أيضًا تحت اسم سيليكتين (Selektine).

## وصلات خارجية
- برافاستاتين من موقع ميدلاين باللغة الإنكليزية
- التعليمات الخاصة ببرافاستاتين باللغة الإنكليزية